# Ritorno al futuro
Ritorno al futuro (Back to the Future) è un film del 1985 co-ideato, co-scritto e diretto da Robert Zemeckis e interpretato da Michael J. Fox e Christopher Lloyd.
Primo capitolo del franchise di Ritorno al Futuro, è considerato un'icona del cinema degli anni ottanta, avendo riscosso un grande successo a livello internazionale. Nel 1986 la pellicola fu candidata a 4 Premi Oscar, vincendo il Miglior montaggio sonoro.
Nel 2007 il film è stato selezionato per la conservazione nel National Film Registry degli Stati Uniti dalla Biblioteca del Congresso come "culturalmente, storicamente o esteticamente significativo"; l'anno dopo, inoltre, è stato inserito dalla rivista britannica Empire nella lista dei 500 migliori film della storia.

## Trama
Hill Valley, California, 25 ottobre 1985. Marty McFly è un diciassettenne studente di liceo, pigro e spesso ritardatario, ma coraggioso, gentile e di buon cuore, fidanzato con Jennifer Parker, sua coetanea e compagna di scuola. Marty sogna di diventare una rockstar ed è il chitarrista in un gruppo rock amatoriale, i Pinhead, pur senza molta fortuna: il gruppo viene infatti bocciato al provino per suonare al ballo della scuola, perché i docenti ritengono Marty e il suo gruppo "troppo rumorosi".
Il ragazzo, inoltre, da sempre desidera una vita migliore e più agiata (l'automobile dei suoi sogni è un lussuoso fuoristrada 4x4 che non può permettersi) e non si dà pace per la piatta esistenza sua e dei suoi familiari: suo padre George, sin dai tempi della scuola, è totalmente succube del bullo Biff Tannen, ora suo capoufficio, che gli ha distrutto la macchina con la quale Marty aveva promesso di portare Jennifer in campeggio la sera successiva; sua madre Lorraine è una donna alcolizzata, imbruttita, trasandata e scontenta dalla non certo esaltante vita con George e non approva il fatto che suo figlio Marty sia fidanzato con Jennifer; i suoi due fratelli maggiori Dave e Linda svolgono lavori poco appaganti e vivono ancora a casa con i genitori.
Il migliore amico di Marty è un bizzarro e geniale scienziato di nome Emmett Brown, da lui chiamato "Doc", considerato fin troppo eccentrico da parte della comunità di Hill Valley. Quest'ultimo chiede al ragazzo di raggiungerlo quella stessa notte nel parcheggio del Twin Pines Mall, un grande centro commerciale, per filmare un misterioso esperimento.
Una volta giunto sul posto, Marty scopre che lo scienziato ha costruito una macchina del tempo modificando una DeLorean DMC-12. L'esperimento da filmare consiste nell'inviare nel futuro (un minuto avanti precisamente) il cane di Doc, Einstein. Il viaggio nel tempo avviene tramite il "flusso canalizzatore", dispositivo costituito da tre tubi elettronici disposti a Y, che si attiva automaticamente quando la vettura raggiunge la velocità di 88 miglia orarie.

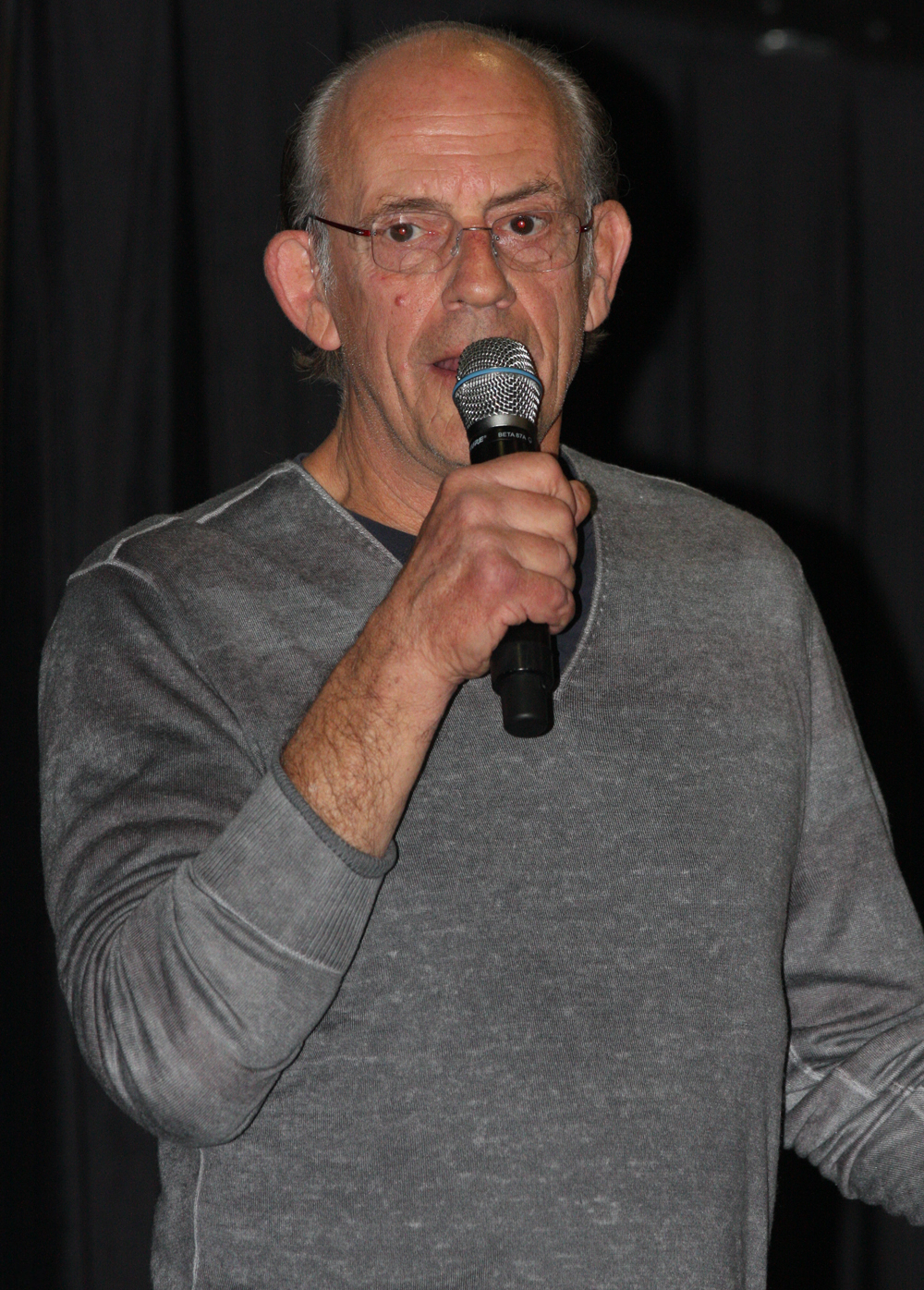
Christopher Lloyd (qui nel 2012) interpreta "Doc"

L'esperimento riesce, con la macchina del tempo che svanisce per poi ricomparire dopo un minuto, ma subito dopo sopraggiunge un commando terroristico dalla Libia (al tempo uno stato canaglia degli Stati Uniti) a cui Doc aveva sottratto del plutonio, necessario per innescare una reazione nucleare che fornisce energia al flusso canalizzatore. Doc viene ucciso dai terroristi con una scarica di mitra e Marty fugge con la DeLorean, raggiungendo la velocità di 88 miglia orarie e senza sapere di aver inavvertitamente attivato i tempocircuiti. Si ritrova così catapultato al 5 novembre 1955, data che Doc aveva digitato sul display per spiegare a Marty il funzionamento della macchina, in corrispondenza della quale aveva avuto per la prima volta una visione del flusso canalizzatore. Dopo il viaggio, la DeLorean non può ripartire per ritornare nel futuro, in quanto ogni carica di plutonio consente un singolo viaggio e Marty, impegnato a scappare dai libici, non ha portato con sé una seconda carica, quindi rimane bloccato nel 1955.
Marty visita così la Hill Valley degli anni '50, tranquilla cittadina di provincia, alla ricerca del giovane Doc per farsi aiutare a tornare indietro nella sua epoca, ma entrando in un bar per telefonargli, si imbatte nel proprio futuro padre, puntualmente vessato dal giovane Biff e, nel seguirlo, finisce per intromettersi nel suo passato, salvandolo dall'essere investito da una macchina, guidata dal padre di Lorraine, venendo investito lui al posto suo. Marty incappa così anche nella sua futura madre Lorraine che, in quest'epoca, è una ragazza civettuola e svampita, la quale si invaghisce di lui nelle stesse modalità con le quali si era invaghita di George nel 1955 originale, cioè ritrovandosi a soccorrerlo e ospitarlo a casa sua dopo che, tentando di spiare nella finestra della camera di Lorraine arrampicandosi su un albero, era caduto ed era stato investito dall'auto del padre di lei.
In seguito, Marty raggiunge finalmente il giovane Doc, il quale, inizialmente scettico, supera ogni incredulità quando il ragazzo gli racconta che il Doc del futuro aveva digitato proprio quella data del 1955 perché quello era stato il giorno in cui aveva trovato l'ispirazione che lo avrebbe poi condotto alla sua invenzione di trent'anni dopo, cosa accaduta effettivamente al Doc del passato solo qualche ora prima dell'arrivo di Marty. I due si recano così a rimorchiare la macchina del tempo, nascosta dal ragazzo dietro a un cartellone pubblicitario, sino al garage dello scienziato.
Purtroppo non c'è modo di reperire il plutonio necessario per far funzionare la macchina. L'unica alternativa per ricavare la potenza elettrica richiesta, pari a 1,21 GW, sarebbe sfruttare la scarica di un fulmine, che Doc non considera praticabile data l'impossibilità di prevedere dove e quando un simile evento potrebbe accadere. Marty, tuttavia, riaccende la speranza, in quanto sa che un fulmine si abbatterà sulla torre dell'orologio del tribunale di Hill Valley alle 22:04 del 12 novembre 1955, di lì a una settimana: l'evento era rimasto nella storia della piccola cittadina, ricordato nel futuro proprio perché il fulmine era stato così potente da danneggiare l'orologio, mai più riparato da allora.
Nel frattempo, Marty deve rimediare ai cambiamenti che stanno minacciando la sua futura famiglia e la sua stessa esistenza, ovvero far cambiare idea alla sua futura madre, ancora innamorata di lui. Marty cerca così di fare amicizia con il timido e impacciato George, spingendolo con ogni mezzo ad avvicinarsi a Lorraine per invitarla al ballo della scuola, chiamato Incanto sotto il mare, che si terrà proprio la sera in cui Marty dovrebbe tornare nel futuro. Nel frattempo, tentando di difendere il futuro padre, Marty si imbatte ancora in Biff, scontrandosi col bullo e facendolo schiantare con la macchina contro un camion di letame. Alla fine, avendo compreso la passione di George per la fantascienza, Marty si intrufola nella sua camera vestito con una tuta antiradiazioni che aveva portato dal futuro e si presenta come l'alieno Dart Fener, venuto dal pianeta Vulcano, spaventando George e convincendolo a invitare Lorraine. Per conquistare il cuore della ragazza, Marty propone al futuro padre di prendere parte a una messinscena in cui questi deve salvare la ragazza da una prepotenza dello stesso Marty.

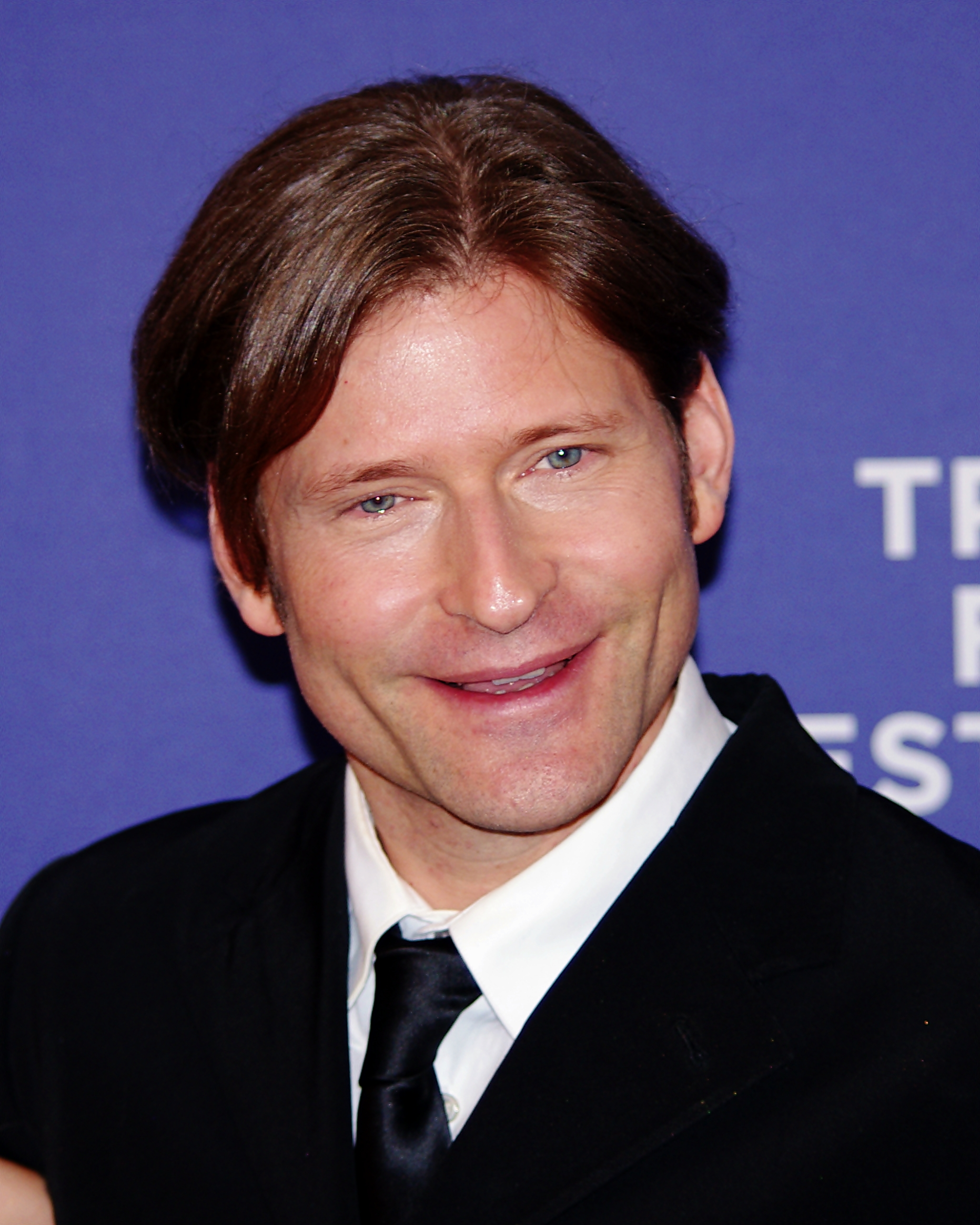
Crispin Glover (qui nel 2012) interpreta George McFly

Le cose vanno diversamente: Lorraine si fa accompagnare al ballo in macchina dal suo futuro figlio e lo bacia ardentemente, per poi dire di aver provato un senso di disagio e di sentirsi come se avesse "baciato suo fratello". Biff, desideroso di vendetta verso Marty e George per i recenti episodi, sopraggiunge con i suoi amici e tenta di costringere Lorraine ad avere un rapporto con lui, mentre i suoi amici chiudono Marty nel bagagliaio di un'auto. Quando George sopraggiunge, deciso a recitare la parte che aveva concordato con Marty, si trova invece davanti Biff, che vorrebbe quindi pestarlo: grazie ai consigli di Marty, tuttavia, George trova il coraggio di reagire e con un pugno mette al tappeto Biff, riscattandosi definitivamente. Marty viene salvato dai membri dell'orchestrina che intratteneva il ballo, proprietari dell'auto in cui era stato chiuso. La missione non è ancora finita: il leader del gruppo musicale, Marvin Berry, un ipotetico cugino del celebre Chuck, si è ferito la mano nel liberare Marty e non può continuare a suonare la chitarra, così Marty, che nel 1985 ha sentito raccontare ai genitori che quello fu il ballo in cui si diedero il primo bacio, lo sostituisce per l'ultima parte della serata. Durante il ballo, Lorraine e George finalmente si baciano e il futuro di Marty è così salvo. Invitato quindi dagli altri orchestrali a suonare ancora, Marty si trova a eseguire Johnny B. Goode, celebre brano rock 'n' roll all'epoca non ancora composto, che sarebbe stato portato al successo tre anni dopo dallo stesso Chuck Berry, al quale il cugino Marvin lo fa sentire per telefono, creando così un ironico paradosso temporale.
Salutati i futuri genitori, il ragazzo raggiunge Doc nella piazza davanti al tribunale di Hill Valley, dove sta per cadere il fulmine, e gli consegna una lettera dove gli svela che nel 1985 morirà per mano terroristica. Doc, non volendo conoscere il suo avvenire per non rischiare di perturbarlo, si rifiuta di leggerla e la strappa. Non avendo più tempo, Marty torna a bordo della DeLorean e cerca di portarla a 88 miglia orarie nell'istante in cui il fulmine colpirà la torre dell'orologio. Dopo un piccolo imprevisto, tramite un cavo aereo teso da Doc e un gancio collegato alla vettura, l'elettricità del fulmine viene correttamente convogliata ai circuiti del tempo e la DeLorean con a bordo Marty ritorna al futuro; Marty, poco prima di partire, decide di anticipare leggermente il momento di arrivo, in modo tale da tentare anche di salvare Doc dai libici.
Una volta tornato nel 1985, un problema all'auto lo costringe a recarsi a piedi al Twin Pines Mall, che in questa nuova versione del 1985 si chiama Lone Pine Mall (in quanto Marty, sopraggiunto nel 1955, aveva abbattuto per sbaglio con la DeLorean uno dei due pini che gli avrebbero dato il nome); vi arriva giusto in tempo per vedere i terroristi che sparano al Doc del 1985 e il sé stesso del 1985 scomparire nel passato (e a seguito di ciò i libici finiscono fuori combattimento andandosi a schiantare con il loro furgone contro un distributore di videocassette). Proprio quando pensa di avere fallito, scopre però che il presente gli riserva più di una sorpresa: Doc, nonostante i colpi ricevuti, si è salvato indossando un giubbotto antiproiettile e gli rivela di averci ripensato e di aver ricomposto e letto la missiva, premunendosi contro gli assassini. Il cambiamento più importante, tuttavia, avviene nella famiglia di Marty, il quale, tornato a casa e svegliatosi la mattina dopo, trova un clima totalmente diverso: George è un uomo di successo, felice e sicuro di sé, che sta per pubblicare il suo primo romanzo di fantascienza, Lorraine è una donna in forma smagliante e approva la sua relazione con Jennifer, Dave e Linda hanno una brillante carriera, Biff è il servile gestore di un autolavaggio e nel garage della casa, invece della vecchia auto sfasciata di George, si trova la 4x4 che Marty aveva sempre desiderato. Marty, modificando il passato, ha fatto sì che il sogno americano si avverasse nel presente per la sua famiglia. Pronto a cominciare una nuova vita tra la serenità e il lusso assieme alla fidanzata Jennifer, i due sono raggiunti inaspettatamente da Doc a bordo della macchina del tempo che li esorta a partire per un nuovo viaggio temporale per salvare nuovamente la famiglia McFly, ma stavolta nel futuro.

## Personaggi
- Marty McFly, interpretato da Michael J. Fox: uno studente delle superiori e aspirante musicista.[5]
- Emmett "Doc" Brown, interpretato da Christopher Lloyd: un eccentrico scienziato che sperimenta con i viaggi nel tempo.[6]

## Produzione

### Sceneggiatura
Il produttore e sceneggiatore Bob Gale concepì l'idea dopo aver visitato la casa dei suoi genitori a Saint Louis nel periodo seguente l'uscita del film La fantastica sfida. Cercando nella loro cantina, Gale trovò l'annuario scolastico di suo padre e scoprì che aveva ricoperto la carica di capoclasse nell'ultimo anno di liceo. Gale pensò al suo capoclasse, un ragazzo con cui non aveva nulla in comune, e si domandò se sarebbe potuto diventare amico di suo padre qualora fossero andati a scuola insieme. Quando tornò in California, raccontò a Robert Zemeckis la sua idea. Zemeckis pensò poi all'idea di una madre dei tempi attuali che andava sostenendo di non aver mai baciato nessuno a scuola, quando in realtà negli anni giovanili era stata una ragazza molto promiscua. I due scrissero così una sceneggiatura e portarono il progetto alla Columbia Pictures, e trovarono un accordo per la realizzazione della pellicola nel settembre del 1980.

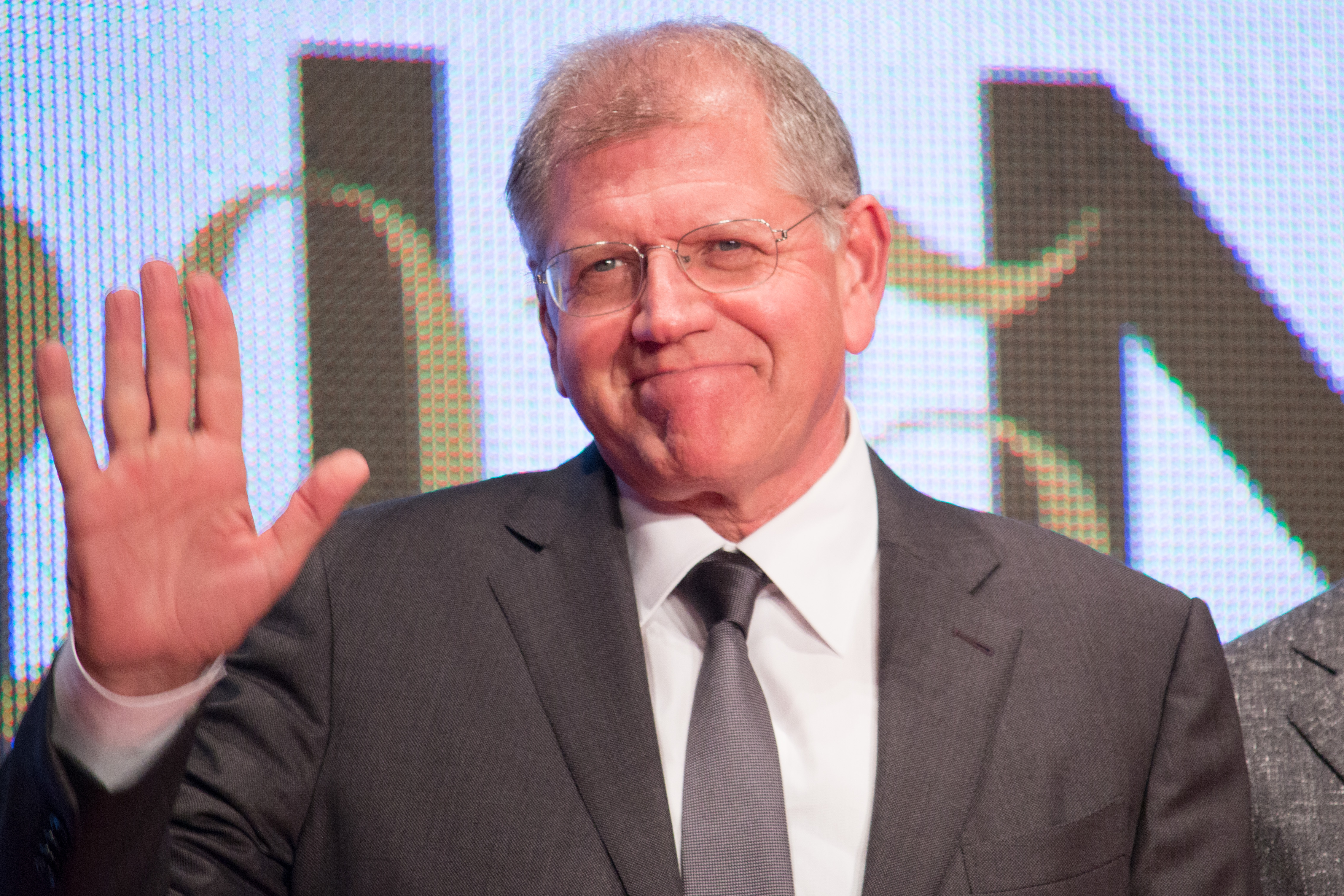
Il regista Robert Zemeckis (qui nel 2015)

Zemeckis e Gale ambientarono la storia nel 1955, affermando che, matematicamente, un diciassettenne degli anni 1980 che va indietro nel tempo per incontrare i propri genitori al tempo coetanei, si sposterebbe in quel decennio. Il periodo, inoltre, marcava l'ascesa di importanti elementi culturali per i teenager, la nascita del rock and roll e l'espansione dei suburbi, elementi che avrebbero insaporito la storia e che, inoltre, erano stati riportati in voga in quegli anni dal revival degli anni '50 partito negli anni '70, e proseguito per tutti gli anni '80, con film come American Graffiti (1973), Grease - Brillantina (1978) e serie TV come Happy Days (1974-1984).
In origine la macchina del tempo era un frigorifero e aveva bisogno dell'energia di un'esplosione atomica presso il Nevada Test Site per tornare indietro: Zemeckis era però «preoccupato che i ragazzi si potessero accidentalmente chiudere all'interno dei frigoriferi» imitando la scena, e trovò più conveniente che la macchina del tempo fosse un mezzo di trasporto; Spielberg successivamente utilizzò l'idea del frigorifero e del sito per i test nucleari del Nevada nel suo film Indiana Jones e il regno del teschio di cristallo del 2008. La DeLorean DMC-12 venne scelta per il suo design che rendeva credibile la gag in cui la famiglia di contadini la scambiava per un disco volante. L'idea dell'esplosione nucleare come fonte di energia per il ritorno di Marty al 1985 fu scartata a favore di un fulmine, perché gli effetti speciali di quel tipo, negli anni ottanta, erano molto più costosi di oggi. Gli sceneggiatori trovavano difficile rendere credibile l'amicizia tra Marty e Brown prima di creare il gigantesco amplificatore per chitarra, e risolsero la relazione edipica con sua madre quando scrissero la battuta: «è come baciare mio fratello». Biff Tannen prese il suo nome dal produttore esecutivo della Universal Ned Tanen, che si comportò con aggressività nei confronti di Zemeckis e Gale durante la riunione preventiva del film 1964: Allarme a New York arrivano i Beatles.

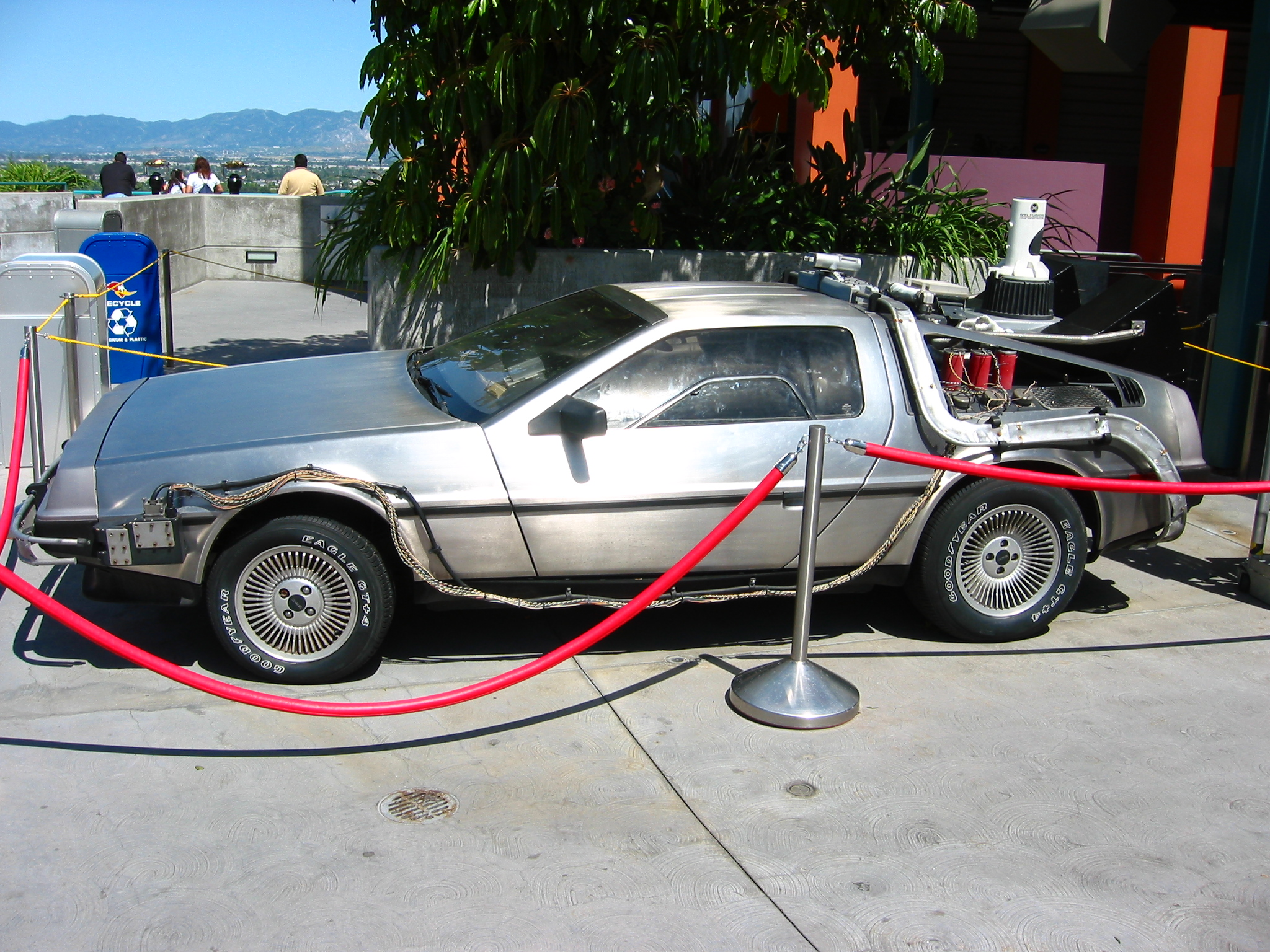
La DeLorean DMC-12 utilizzata nel film come macchina del tempo

La prima bozza di Ritorno al futuro venne completata nel febbraio 1981. La Columbia Pictures mise in vendita i diritti sul film: «Ritenevano che fosse un film molto bello e carino, ma non abbastanza sexy», raccontò Gale, «Ci suggerirono di proporlo alla Disney, ma noi decidemmo di vedere se un altro importante studio potesse volere il nostro lavoro». Tutti i più importanti studi cinematografici rifiutarono il film nei successivi quattro anni, mentre Ritorno al futuro subì nel frattempo due ulteriori revisioni. Infatti, durante i primi anni ottanta, le popolari commedie per ragazzi (come Fuori di testa e Porky's - Questi pazzi pazzi porcelloni) erano osé e orientate a un pubblico di adulti, così il film veniva sempre rifiutato con la motivazione di essere «troppo leggero» e, inoltre, veniva ripetuto loro da molte major che «i film sui viaggi nel tempo non fanno soldi». Gale e Zemeckis, come gli era stato consigliato, decisero infine di proporre Ritorno al futuro alla Disney, all'epoca orientata solo su film per famiglie: «ci risposero che una madre che si innamora del proprio figlio non era appropriata in un film per famiglie della Disney», raccontò Gale.
La sceneggiatura venne rigettata oltre 40 volte, come rivelato dallo stesso Gale, finché Zemeckis non ebbe un successo inaspettato col film All'inseguimento della pietra verde, (1984) attirando su di sé l'attenzione di Hollywood e di Steven Spielberg con la sua Amblin Entertainment; fresco del successo di film come E.T. l'extra-terrestre (1982) e Gremlins (1984), Spielberg decise di produrre il film di Zemeckis e Gale assieme alla Universal Pictures. L'allora boss della Universal, Sid Sheinberg, accettò, ma chiese in cambio ancora qualche piccolo cambiamento alla sceneggiatura: il personaggio dello "scienziato pazzo" veniva inizialmente chiamato "Professor Brown" da Marty, ma Sheinberg disse che ai bambini non sarebbe piaciuto qualcuno chiamato "Professore", quindi cambiarono il personaggio in "Doc", inoltre, Doc aveva inizialmente uno scimpanzé da compagnia, ma Sheinberg disse loro «niente scimpanzé. Nessun film con uno scimpanzé ha mai fatto soldi» e così l'animale venne sostituito da un cane. Oltre a ciò, il produttore non gradiva il titolo del film scelto da Gale e Zemeckis (Back to the Future) e inviò loro un memorandum in via ufficiale chiedendo loro di cambiare il titolo in Space Man From Pluto (ispirandosi al fumetto che il figlio di Peabody nel 1955 legge in una scena del film), ma i due produttori e Spielberg, contrariati, finsero di prenderlo per uno scherzo e gli risposero: «Ciao Sid, grazie per il tuo promemoria così divertente, ci siamo tutti fatti una bella risata, mandacene altri». Il messaggio sortì l'effetto desiderato, lasciando Sheinberg imbarazzato, e la produzione poté andare avanti con il titolo originale.

### Cast

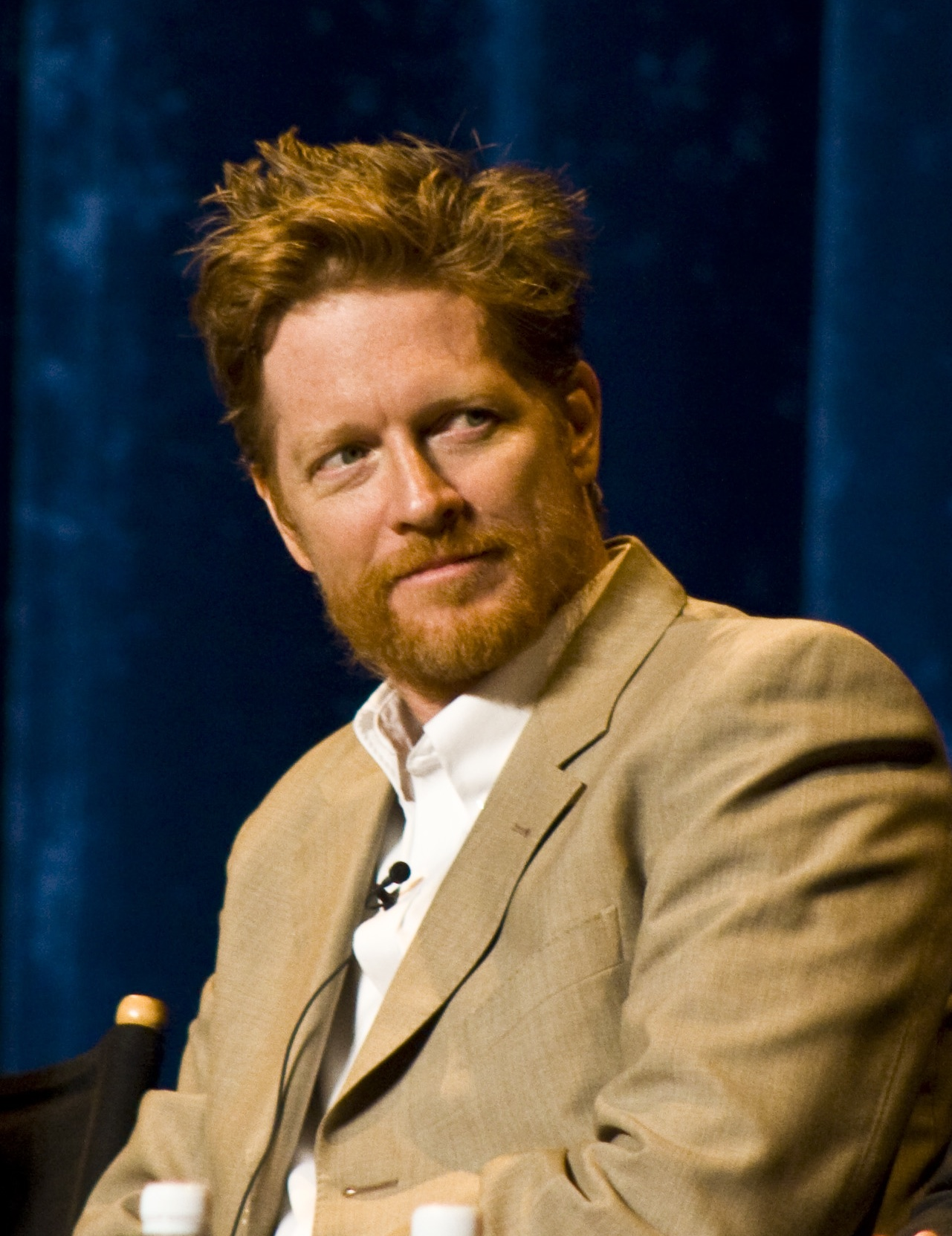
Eric Stoltz (qui nel 2009), l'iniziale interprete di Marty McFly, venne licenziato dopo sei settimane di riprese

Per il ruolo di Marty McFly i produttori avevano pensato sin dall'inizio a Michael J. Fox, all'epoca salito alla ribalta con la serie TV di successo, Casa Keaton, ma questi non poté in un primo tempo accettare per impegni contrattuali presi con la rete televisiva che trasmetteva la serie. Così furono considerati altri attori, tra i quali C. Thomas Howell, Corey Hart ed Eric Stoltz, che venne infine preso, ma fu licenziato dopo sei settimane di riprese; Zemeckis affermò che Stoltz (fisicamente molto simile a Michael J. Fox) aveva la stoffa per recitare nel film, ma mancava di quell'ironia che il regista andava cercando. Nella scena dei libici all'inseguimento di Marty, si sono potute riutilizzare alcune sequenze in precedenza girate da Stoltz, non riconoscibile in inquadrature distanti e molto dinamiche. Alla fine, Fox riuscì a liberarsi, promettendo alla rete televisiva che avrebbe dato priorità alla serie, e venne così ingaggiato.
Per la parte di Doc Brown vennero considerati molti attori, fra i quali Jeff Goldblum, che stava per ottenere il ruolo grazie al suo lavoro in Le avventure di Buckaroo Banzai nella quarta dimensione, ma anche gli attori John Candy, Danny DeVito, Gene Hackman, Gene Wilder, Robin Williams e James Woods erano tutti nella corsa iniziale per la parte. In seguito venne scelto John Lithgow dato che Neil Canton, un produttore di Ritorno al futuro, aveva già lavorato con Lithgow sempre in Buckaroo Banzai dove l'attore aveva interpretato un eccentrico scienziato. Lithgow però dovette rifiutare a causa di impegni precedenti, così lo studio alla fine optò per Christopher Lloyd, che aveva anch'egli lavorato con Canton in Buckaroo Banzai. Prima di firmare, Lloyd era riluttante ad assumere il ruolo, indeciso se lasciare Los Angeles per tornare a recitare a teatro a New York, ma venne convinto da un amico a rileggere la sceneggiatura e alla fine accettò di interpretare Doc.
Claudia Wells, l'attrice che interpretò Jennifer Parker (la fidanzata di Marty), dopo che alla madre fu diagnosticato un tumore, decise di non partecipare più ai sequel. Nel 1989 fu sostituita da Elisabeth Shue, già famosa per aver interpretato, nel 1984, la ragazza di Daniel LaRusso, protagonista di Karate Kid - Per vincere domani. Anche l'attore Crispin Glover rifiutò di riprendere il ruolo di George McFly dopo questo film, a causa di alcuni dissensi coi produttori, principalmente dovuti al suo cachet.
Tra i camei dei membri di produzione, all'inizio del film, quando Marty si dirige a scuola in skateboard, si fa trainare da una macchina alla cui guida c'è Walter Scott, coordinatore degli stuntman del film; in seguito, all'audizione musicale dove Marty e la sua band vengono bocciati, il professore che li definisce "troppo rumorosi" è Huey Lewis, leader del gruppo The News autore di due brani inclusi nella colonna sonora, Back in Time e The Power of Love.

### Riprese

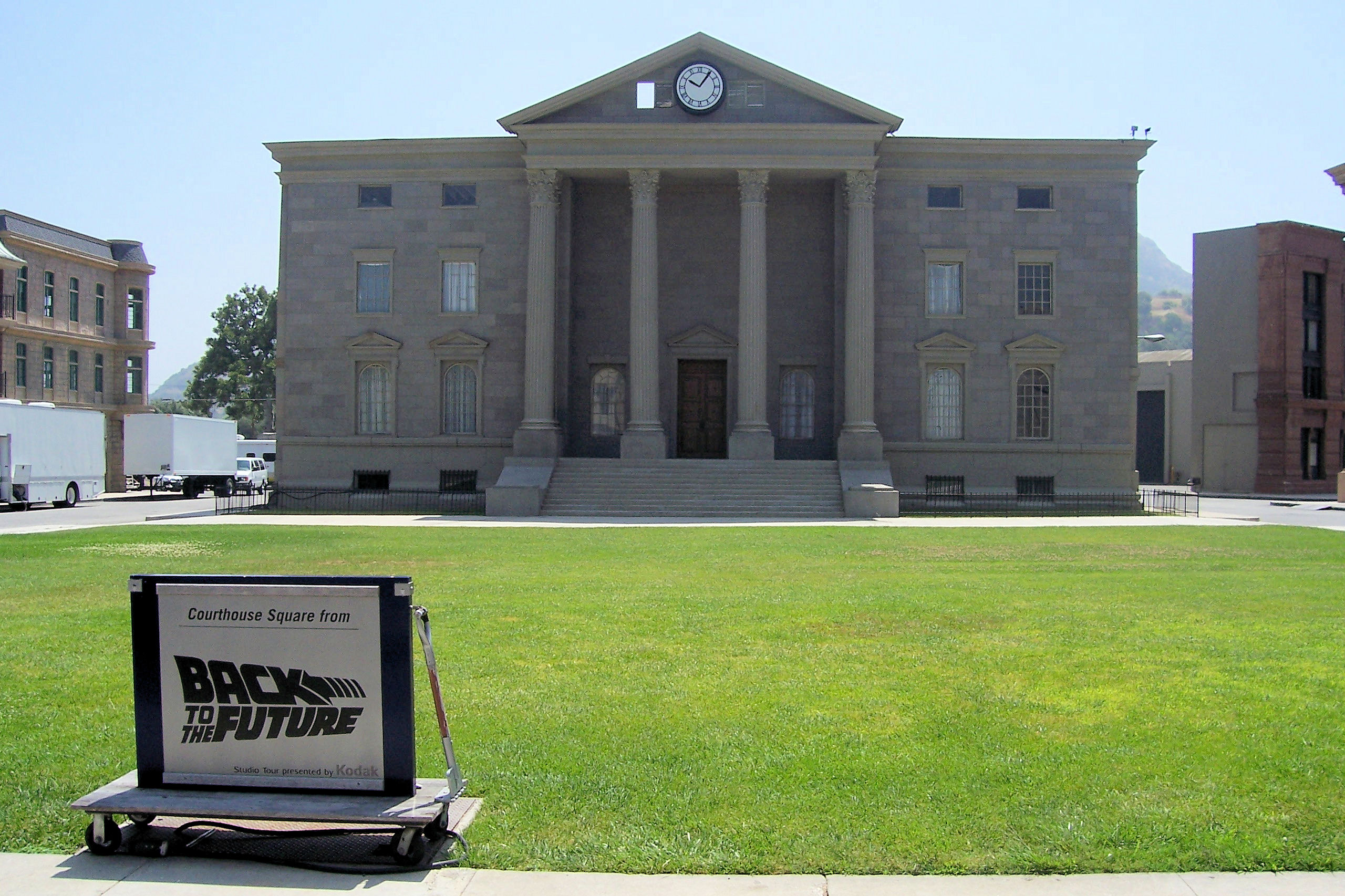
Set cinematografico della piazza centrale di Hill Valley, con la torre dell'orologio, in realtà situata agli Universal Studios di Hollywood

A seguito dell'esclusione di Eric Stoltz, il programma per Michael J. Fox era di recitare per Casa Keaton durante il giorno e per Ritorno al futuro tra le 18:30 e le 02:30 di notte. Poteva dormire solo cinque ore al giorno. Nei venerdì recitava dalle 22:00 alle 06:00-07:00 del mattino, e dopo si spostava per filmare gli esterni durante il fine settimana, visto che erano le sole ore disponibili durante il giorno. Fox lo trovò estenuante, ma dichiarò: «era il mio sogno lavorare per la televisione e per il cinema, anche se non sapevo che sarebbe stato in contemporanea. C'era questa strana opportunità e mi sono buttato».
A tal proposito, Zemeckis aggiunse anche che, visto che si filmava tutte le notti, lui era sempre mezzo addormentato: «fu il periodo più pesante, più fuori forma e malato della mia vita».

### Luoghi delle riprese
Il film è stato quasi interamente girato nei sobborghi di Los Angeles e, in parte, agli Universal Studios, e più precisamente:
- Strada e piazza principale (Courthouse square) di Hill Valley (1955 e 1985): Universal Studios di Los Angeles, è la stessa usata per la cittadina di Kingston Falls del film Gremlins, prodotto l'anno prima da Steven Spielberg, ancor più indietro usata anche per film quali il primo episodio (La barriera della solitudine) della serie televisiva Ai confini della realtà, Ciao, ciao Birdie (1963), quindi, successivamente alla trilogia, per il videoclip Why Don't You Get a Job? (1998) degli Offspring, per il film Una settimana da Dio (2003) e per le serie TV Una mamma per amica (2000-2007) e Ghost Whisperer - Presenze (2005-2010). Tuttavia, il finto palazzo del tribunale fu oggetto di tre importanti incendi (il primo del 1990, l'altro del 1997 e un altro del 2008) e tutte le volte venne in parte ricostruito.[22]
- Casa di Doc (1985) e parcheggio del Burger King: 545 North Victory Blvd, Burbank (CA)
- Casa di Doc (1955): Gamble House, 4 Westmoreland Place, Pasadena (CA); il portone di entrata e gli interni nel film sono invece stati girati nella Blacker-Hill House, 1177 Hillcrest ave, Pasadena (CA)
- Casa di Marty (1985): 9303 Roslyndale Ave, Arleta, Los Angeles (CA)
- Casa di George McFly (1955): 1711 Bushnell Avenue, South Pasadena (CA)
- Casa di Lorraine Baines (1955): 1727 Bushnell Avenue, South Pasadena (CA)
- Parcheggio del Twin Pines/Lone Pine Mall (1985): centro commerciale Puente Hills Mall, all'incrocio di 1600, South Azusa Blvd con Colima Rd, City of Industry (CA)
- Hill Valley High School: Whittier Union High School, 12417 Philadelphia St, Whittier (CA)
- Audizione "Battle of the Bands": McCambridge Park Recreation Center, 1515 Glenoaks Blvd, Burbank (CA)
- Scene del ballo "Incanto sotto il mare": palestra della Hollywood United Methodist Church, 6817 Franklin Avenue, Hollywood (CA)
- Lyon Estates (1955): Union 76 oil field, Corona road angolo Cucamonga Avenue, Chino, Los Angeles (CA)
- Lyon Estates (1985): incrocio tra Kagel Canyon Street e Sandusky Ave, Arleta-Pacoima, Los Angeles (CA)
- Lone Pines Mall/fattoria di Peabody (1955): Golden Oak Ranch, complesso di proprietà di The Walt Disney Studios, 19802 Placerita Canyon Rd, Newhall, California.
- Pozzo dei desideri (1985) (ovvero foto di Marty con il fratello e la sorella): sotto il grande salice piangente nel giardino dell'Amblin Entertainment, Amblin dr, Universal Studios, Universal City (CA).

## Colonna sonora

### Brani

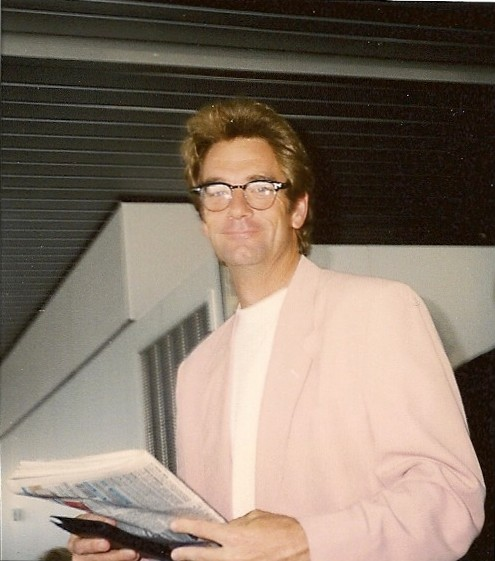
Huey Lewis (qui pochi anni dopo l'uscita del film), cantante dei News tra gli autori della colonna sonora del film; questi recitò anche nella pellicola, in un breve cameo

Nel 1985 la MCA Records ha lanciato sul mercato un album di 10 brani, che in ordine sparso spaziano da Time Bomb Town di Lindsey Buckingham a Heaven is One Step Away di Eric Clapton, passando per i due brani strumentali Back to the Future e Back to the Future Overture, diretti da Alan Silvestri con The Outatime Orchestra.
Nella colonna sonora spiccano due brani di Huey Lewis and the News: The Power of Love, presente più volte all'inizio del film, e Back in Time, quest'ultimo usato anche nei titoli di coda. Inoltre, nei primi minuti del film, il cantante Huey Lewis fa un fugace cameo, nel ruolo del professore che sceglie i gruppi che suoneranno alla festa della scuola. Ironicamente, il professore boccia l'audizione di Marty, che gli propone proprio una versione rock strumentale di The Power of Love.
La seconda parte dell'album lascia spazio anche a Mr. Sandman (cantato dai Four Aces) e The Wallflower (Dance with Me Henry), cantato da Etta James, e che coincide con la parte del film ambientata negli anni cinquanta (The Wallflower è udibile nella scena in cui George McFly, appena entrato nella caffetteria, cerca di far colpo su Lorraine).
Nella colonna sonora sono presenti anche Night Train ed Earth Angel, che nel film sono parte integrante della serata del ballo "Incanto sotto il mare", e vengono attribuiti a Marvin Berry and the Starlighters.
In chiusura dell'album Johnny B. Goode viene riproposta da Marty McFly with the Starlighters. Per quanto possa sembrare realistico, non è Fox a suonare la canzone nel ballo di fine anno, bensì è un brano registrato. Tuttavia, Michael si era fatto affiancare da un noto chitarrista dell'epoca, in modo da mimare esattamente tutti i movimenti da compiere con la chitarra. Nei contenuti speciali dell'edizione Blu-ray Disc si intuisce che il suo istruttore altri non sarebbe che il chitarrista che affianca Michael J. Fox nel provino effettuato presso il suo liceo per suonare alla festa di fine anno: si tratta di Paul Hanson, come affermato da lui stesso nel suo profilo Myspace.
Altri brani presenti nel film, ma non inclusi nell'album sono The Ballad of Davy Crockett (eseguito da Fess Parker), Pledging My Love (eseguito da Johnny Ace) e il citato Mr. Sandman. Quest'ultimo è stato usato sia nel primo sia nel secondo film, sempre quando Marty entra nella Hill Valley del 1955, quasi a rimarcare il salto temporale con l'evidente cambio di genere e stile musicale.

### Musica orchestrale

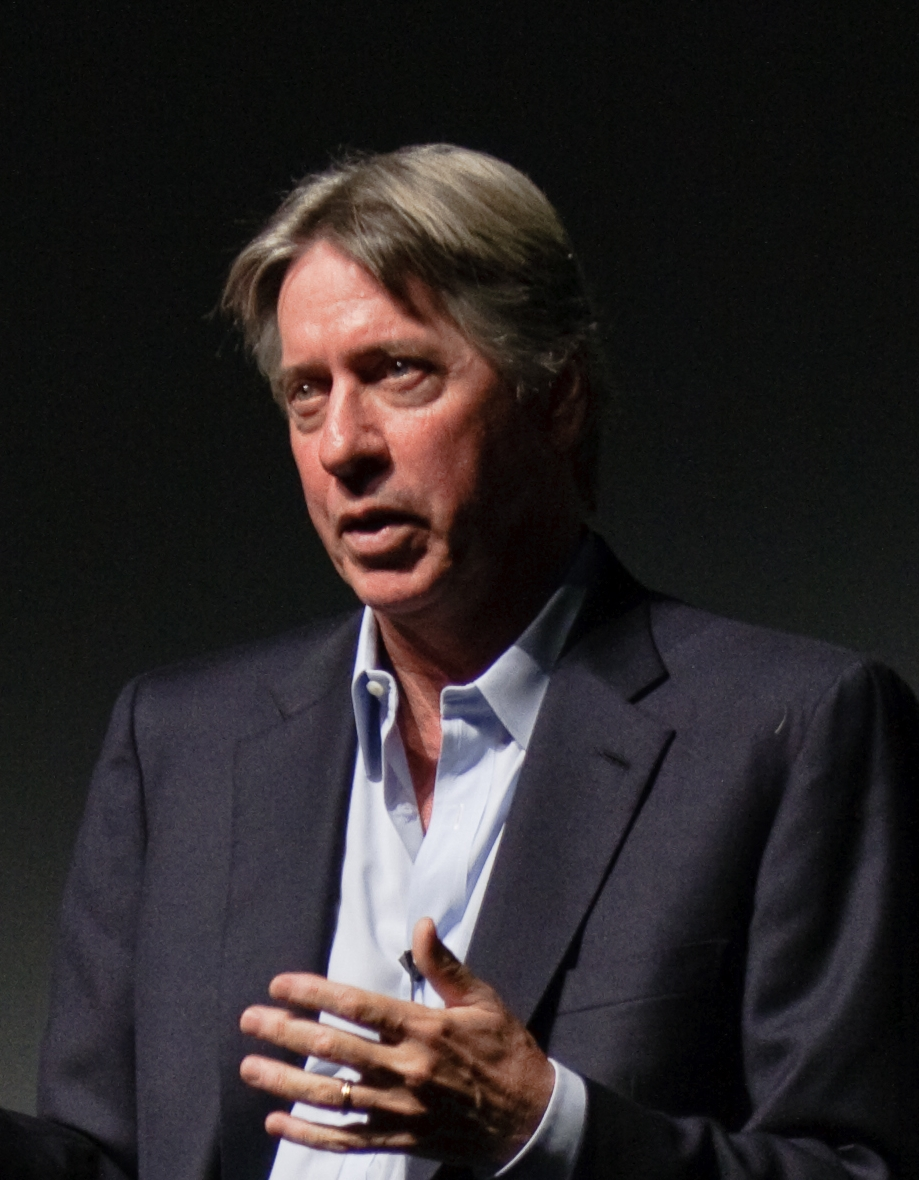
Il compositore Alan Silvestri (qui nel 2009)

La musica orchestrale è stata composta ed eseguita da Alan Silvestri e pubblicata ufficialmente nella sua completezza solo il 12 marzo 2009, quando Intrada Records ha pubblicato la Back to the Future: Intrada Special Collection 2-CD Score (volume 116), un'edizione a tiratura limitata di 39 tracce in 2 CD. Il primo contiene i brani definitivi inseriti nel film, il secondo contiene The Creation Of A Classic... Alternate Early Sessions, ossia la versione iniziale di alcuni di essi, prima che venissero riadattati al montaggio definitivo.
Prima di tale edizione si sono avute solo pubblicazioni parziali o non ufficiali, tra cui:
- Back To The Future – THE SCORE, nel 1998, edizione bootleg denominata "Delorean 85.5591", 17 tracce
- The Back To The Future Trilogy, nel 1999, da Varèse Sarabande, 8 tracce su 20

## Promozione

### Teaser trailer
Per pubblicizzare il film venne realizzato un esclusivo teaser trailer in cui, volutamente, non si rivelava troppo della trama, dando appunto solo un "assaggio" agli spettatori. Il teaser si apriva con un'inquadratura sulle scarpe Nike di un ragazzo con dei jeans che camminava ai bordi di una strada, il ragazzo saliva poi a bordo di una lussuosa macchina (la DeLorean) della quale venivano mostrati solo alcuni particolari, come congegni e bottoni, come nelle pubblicità di automobili, infine si abbassava il finestrino e si vedeva il personaggio di Marty seduto al posto del conducente, con indosso degli occhiali Rayban modello Aviator a specchio; a questo punto la voce di una donna chiedeva a Marty: «quanto vai lontano?» (riferendosi ipoteticamente a una distanza in unità di lunghezza) mentre il ragazzo, sollevandosi gli occhiali, rispondeva: «di circa 30 anni» (fornendo invece una risposta in unità di tempo).

### Locandine
Le locandine e i manifesti utilizzati per la promozione del film all'epoca della sua diffusione nelle sale cinematografiche furono realizzate dall'illustratore Drew Struzan che realizzò vari concept poster dove, più o meno in tutti, appariva al suo interno almeno un orologio, a rappresentare il viaggio nel tempo, come un Marty che usciva da un orologio da taschino o un altro su uno skatebord sullo sfondo di un grande orologio con al suo interno varie scene del film. Alla fine i realizzatori scelsero il poster, divenuto ormai iconico, con Marty che esce dalla DeLorean e fissa il suo orologio da polso, che sarà in seguito re-immaginato sempre da Struzan per i poster dei due sequel. Struzan ha dichiarato: «Alla fine, dopo molti giri di bozze, è stato Steven Spielberg a fornire l'idea di base per il primo poster», citando anche una stretta collaborazione con il regista di Ritorno al futuro, Robert Zemeckis e il co-sceneggiatore Bob Gale. Un ulteriore concept poster scartato, con un Marty intrappolato all'interno di un orologio (che servì d'ispirazione in seguito per quello del film Ricomincio da capo del 1993) è stato infine utilizzato per un'edizione speciale in vinile dell'album Back to the Future: Music From the Motion Picture ristampato nel 2020 per il suo 35º anniversario.

## Distribuzione
Il film è stato distribuito nelle sale cinematografiche italiane nell'ottobre del 1985.

### Data di uscita
Alcune date di uscita internazionali nel corso del 1985 sono state:
- 3 luglio 1985 negli Stati Uniti d'America (Back to the Future)[30]
- 18 ottobre 1985 in Italia[31]

### Edizione italiana
In fase di adattamento dei dialoghi, sono stati effettuati anche alcuni cambiamenti di testo. Nella versione italiana del film, così come per tutte le altre nazioni, sono stati presi precedenti e precisi accordi contrattuali su tutti i marchi registrati citati nelle varie versioni delle varie lingue.
- Nella versione originale, Marty nel 1955 chiede al barista una TaB, bevanda senza zucchero prodotta dalla Coca-Cola Company e commercializzata a partire dal 1963 (e che quindi negli anni 1950 era completamente sconosciuta). Dato che tab in inglese vuol dire anche conto, il barista, non sapendo di cosa si stia parlando, risponde «non posso darti un conto a meno che non ordini qualcosa». In quella italiana, essendo questo gioco di parole non traducibile, per ricreare la situazione della richiesta di una bevanda inesistente nel 1955, la bevanda richiesta inizialmente è una Fanta; la risposta ironica del barista è chiedere se Marty vuole della fantascienza da bere. Inoltre, nella versione originale, Marty chiede al barista una «Pepsi Free» (versione senza caffeina della Pepsi-Cola, introdotta nel 1982 e abbandonata nel 1987), che l'uomo interpreta come una "Pepsi gratis" e risponde che nel locale non si fa credito. In quella italiana il barista propone a Marty qualcos'altro da bere, lui dice appunto "Pepsi senza" e a questo punto, come nella versione inglese, il barista risponde «...senza che? Se vuoi dire senza pagare hai sbagliato porta».
- Vedendo il padre da giovane mentre spia nella finestra della madre, Marty esclama «Mio padre... è un guardone!», in originale inglese «He's a Peeping Tom!», un comune modo per indicare i guardoni che, come Peeping Tom di Lady Godiva, spiano di nascosto le donne svestite.
- Lorraine crede che Marty si chiami Levi Strauss dal nome scritto sugli indumenti intimi del ragazzo, che nella versione originale è Calvin Klein (marchio non ancora noto in Europa negli anni ottanta; nella versione francese, ad esempio, diventa Pierre Cardin). Nella versione italiana il cambiamento del marchio genera un evidente anacronismo: la Levi Strauss iniziò la sua attività in patria nella seconda metà del XIX secolo, pertanto era in realtà largamente conosciuta negli Stati Uniti del 1955.
- Scoprendo che nel 1985 il presidente degli Stati Uniti d'America è Ronald Reagan, il quale nel 1955 è un noto attore, l'incredulo Doc Brown del passato domanda se altri attori ricoprano cariche istituzionali di primo piano, quali Jerry Lewis come vicepresidente, Marilyn Monroe come first lady e John Wayne come ministro della guerra; in originale i nomi sono invece Jane Wyman (la prima moglie di Reagan) come first lady, e Jack Benny, attore famoso negli Stati Uniti per aver dato vita a un personaggio radiofonico molto avaro, come segretario al tesoro.
- Doc esclama spesso «Great Scott!», una tipica esclamazione della tarda letteratura statunitense, adattato in Italia come «Bontà Divina!» in questo capitolo e «Grande Giove!» nel secondo e nel terzo capitolo.
- Il "flusso canalizzatore" nella versione originale è chiamato «flux capacitor» la cui traduzione esatta sarebbe "condensatore di flusso". Nel terzo film della saga, quando i protagonisti ne tornano a parlare, viene usata prima la traduzione corretta, per poi tornare nuovamente alla dicitura "flusso canalizzatore" coniata nel primo capitolo.

### Edizioni home video
Il film venne distribuito in home video per la prima volta in VHS e Laserdisc nella seconda metà degli anni '80. Nei primi anni '90 venne realizzato per la prima volta in cofanetto VHS assieme ai due sequel e con al suo interno una VHS extra contenente il making of della trilogia chiamato The Secrets of the Back to the Future Trilogy. Nel 2002 venne ridistribuito per la prima volta in DVD in un cofanetto contenente i 3 film. Nel 2009 venne ridistribuito sia come cofanetto DVD sia come film singolo. Nel 2010 e nel 2015 venne ridistribuito anche in Blu-ray. Nel 2020 all'interno di un nuovo cofanetto in 4K Ultra HD Blu-ray.

## Accoglienza

### Incassi
Il film è stato un ottimo successo al botteghino, incassando circa 213 milioni di dollari in Nordamerica e oltre 170 milioni di dollari nel resto del mondo, per un incasso globale di oltre 389 milioni di dollari frutto anche di numerose riedizioni cinematografiche in occasione di anniversari (a partire da un'edizione rimasterizzata nel 2010). Cinque milioni del totale  furono incassati nella sola giornata del 21 ottobre 2015 (giorno in cui Marty e Doc arrivarono nel futuro), quando il film venne riproposto nelle sale. La pellicola fu il maggior incasso del 1985, battendo altri film di successo di quell'anno come Rambo 2, Rocky IV, Cocoon e i Goonies.

### Critica
Il film venne accolto dalla critica in maniera molto positiva: Rotten Tomatoes riporta una percentuale di gradimento del 93% con un voto medio di 8,8 su 10 basato su 109 recensioni. Il consenso critico del sito recita: "Inventivo, divertente e costruito senza fiato, Ritorno al futuro è un'avventura eccitante nel viaggio nel tempo con uno spirito indimenticabile." Su Metacritic il film detiene un punteggio di 87 su 100, basato su 26 recensioni, indicando "il plauso universale".
Roger Ebert, sul Chicago Sun-Times, gli ha assegnato 3,5 stelle su 4, ritenendo che avesse temi simili ai film di Frank Capra, in particolare La vita è meravigliosa, e commentando che: "[Il produttore] Steven Spielberg sta emulando il grande passato autentico del cinema classico di Hollywood, specializzato nell'abbinare il regista giusto (Robert Zemeckis) con il progetto giusto". Janet Maslin del New York Times  lo ha definito "un inventario cinematografico di umorismo e racconti stravaganti per molto tempo a venire".

## Riconoscimenti
- 1986 – Premio Oscar
  - Miglior montaggio sonoro a Charles L. Campbell e Robert Rutledge
  - Candidatura per la migliore sceneggiatura originale a Robert Zemeckis e Bob Gale
  - Candidatura per il miglior sonoro a Bill Varney, B. Tennyson Sebastian II, Robert Thirlwell e William B. Kaplan
  - Candidatura per la miglior canzone (The Power of Love) a Chris Hayes, Johnny Colla e Huey Lewis
- 1986 – Golden Globe
  - Candidatura per il miglior film commedia o musicale
  - Candidatura per il miglior attore in un film commedia o musicale a Michael J. Fox
  - Candidatura per la migliore sceneggiatura a Bob Gale e Robert Zemeckis
  - Candidatura per la miglior canzone (The Power of Love) a Chris Hayes, Johnny Colla e Huey Lewis
- 1986 – Premio BAFTA
  - Candidatura per il miglior film a Bob Gale, Neil Canton e Robert Zemeckis
  - Candidatura per la migliore sceneggiatura originale a Robert Zemeckis e Bob Gale
  - Candidatura per la migliore scenografia a Lawrence G. Paull
  - Candidatura per il miglior montaggio ad Arthur Schmidt e Harry Keramidas
  - Candidatura per i migliori effetti speciali a Kevin Pike e Ken Ralston
- 1986 – Saturn Award
  - Miglior film di fantascienza
  - Miglior attore protagonista a Michael J. Fox
  - Migliori effetti speciali a Kevin Pike
  - Candidatura per il migliore regia a Robert Zemeckis
  - Candidatura per il miglior attore non protagonista a Christopher Lloyd
  - Candidatura per il miglior attore non protagonista a Crispin Glover
  - Candidatura per la miglior attrice non protagonista a Lea Thompson
  - Candidatura per i migliori costumi a Deborah Lynn Scott
  - Candidatura per la miglior colonna sonora ad Alan Silvestri

- 1985 – Festival di Venezia
  - Premio Speciale a Robert Zemeckis
- 1986 – David di Donatello
  - Miglior produttore straniero a Steven Spielberg
  - Migliore sceneggiatura straniera a Bob Gale e Robert Zemeckis
- 1987 – Awards of the Japanese Academy
  - Miglior film straniero
- 1986 – Casting Society of America
  - Candidatura per il miglior casting per un film commedia a Mike Fenton, Jane Feinberg e Judy Taylor
- 1986 – Golden Screen
  - Golden Screen Award
- 1986 – Grammy Award
  - Candidatura per la miglior colonna sonora a Johnny Colla, Chris Hayes, Huey Lewis, Lindsey Buckingham, Alan Silvestri, Eric Clapton e Sean Hopper
- 1986 – Premio Hugo
  - Miglior rappresentazione drammatica a Robert Zemeckis e Bob Gale
- 1985 – National Board of Review Award
  - Migliori dieci film
- 1986 – People's Choice Award
  - Miglior film
- 1986 – Writers Guild of America
  - Candidatura per la miglior sceneggiatura a Robert Zemeckis e Bob Gale
- 1986 – Young Artist Award
  - Miglior film d'avventura per la famiglia
- 2024 - Online Film and Television Association (OFTA) Film Hall of Fame[40]
  - Miglior personaggio a Christopher Lloyd

## Altri media
L'uscita del film è stata accompagnata da un romanzo, scritto da George Gipe, basato sulla sceneggiatura della pellicola. La trama è pressoché inalterata, tranne che per pochi particolari. Per esempio, Marty menziona quale motivo gli impedisce di chiedere ospitalità a suo padre nel 1955: la presenza di sua nonna, Sylvia McFly, adducendo che il loro stretto legame e la mentalità percettiva di Sylvia le avrebbero potuto consentire di intuire qualcosa della loro relazione futura.
Ironicamente, in Back to the Future: The Game viene rivelato che Sylvia e Arthur McFly hanno effettivamente incontrato il Marty McFly del 1986 (post Parte III) durante gli anni della loro gioventù, giustificando quindi i timori del Marty di Parte I.